# Chiến Quốc sách
Chiến Quốc Sách là cuốn cổ sử Trung Quốc viết về lịch sử thời Chiến Quốc, từ năm 490 TCN đến năm 221 TCN, lúc Cao Tiệm Ly không thành công ám sát Tần Thủy Hoàng. Sách này có khoảng 120.000 chữ và chia thành 33 chương và 497 tiết đoạn, gồm có 12 sách lược như sau: Đông Chu sách (东周策), Tây Chu sách (西周策), Tần sách (秦策), Tề sách (齐策), Sở sách (楚策), Triệu sách (赵策), Ngụy sách (魏策), Hàn sách (韩策), Yên sách (燕策), Tống–Vệ (宋衛), Trung Sơn (中山策).

## Khái niệm chủ yếu
- "Bách phát bách trúng" - Từ chương "Tây Chu Sách (西周策)": "Sở hữu Dưỡng Do Cơ giả, thiện xạ. Khứ liễu diệp giả bách bộ nhi xạ chi, bách phát bách trúng = Sở (nước) có một người tên là Dưỡng Do Cơ, bắn cung rất giỏi. Với khoảng cách một trăm bước, bắn trúng một chiếc lá liễu, bắn trăm mũi tên đều đích cả trăm (楚有養由基者、善射。去柳葉者百步而射之、百發百中)".